# John McAfee
John David McAfee, född 18 september 1945 i Cinderford i Gloucestershire, England, död 23 juni 2021 i Sant Esteve Sesrovires, Spanien, var en amerikansk programmerare, affärsman och politiker i Libertarian Party. Han var mest känd för datorsäkerhetsprogrammet McAfee. McAfee blev uppköpt av Intel 28 februari 2011. Som mest var han god för cirka 100 miljoner dollar men gjorde stora förluster under finanskrisen 2007.

## Barndom
John McAfee föddes på en amerikansk armébas i Storbritannien, där hans amerikanske far var stationerad. Modern var brittisk. McAfee växte upp i Salem i  Virginia i USA.  Han hade en svår barndom då hans far var alkoholist som ofta kom hem och slog både honom och modern. Fadern tog livet av sig när McAfee var 15 år, och McAfee har uppgett att minnet av faderns självmord förföljt honom sedan den dagen.
Han tog en kandidatexamen på Roanoke College 1967.

## Karriär
John McAfee var anställd på NASA:s institut för rymdforskning i New York från 1968 till 1970. Därefter var han anställd på Univac som mjukvarudesigner, för att sedan bli anställd på Xerox. 1978 började han på Computer Sciences Corporation som mjukvarukonsult. Sedan arbetade han på konsultfirman Booz Allen Hamilton från 1980 till 1982. John McAfee var ofta drogpåverkad, och en normal arbetsdag bestod i att han var hög på förmiddagen och sedan drack en hel flaska whisky på eftermiddagen. På hans nästa jobb blev hans chef riktigt arg på McAfee på grund av hans oacceptabla drog- och alkoholbruk på jobbet. Detta blev en väckarklocka, och han gick därför med i Anonyma Alkoholister år 1983. Efter en tid på Omex började han jobba på försvarskoncernen Lockheed Corporation, där han först fick kännedom om koder som var programmerade att kopiera in sig på hårddisken. Dessa koder kallades virus. Han började snabbt skriva egna koder som hindrade dessa program från att replikera sig. Detta blev starten för McAfee Associates som han jobbade med på heltid från 1983 fram till 1990-talet då han sålde av sina aktier för flera miljoner dollar.

## Händelsen i Belize
Efter att ha förlorat nästan hela sin förmögenhet (som till en början uppgick till 100 miljoner dollar, för att sedan bli fyra miljoner dollar) i samband med finanskrisen 2008 flyttade han till Belize delvis på grund av att skatterna var väldigt låga där. År 2012 blev han utpekad som "en person av intresse" av Belizes regering, då han först blev anklagad för att vara tillverkare och distributör av metamfetamin och sedan anklagades för att ha dödat sin granne Gregory Viant Faull. Detta gjorde att McAfee flydde till Guatemala för att söka politisk asyl. Detta misslyckades dock eftersom ett par reportrar från tidningen Vice, som gjorde reportage om honom, hade missat att ta bort data (från fotona som de tagit under intervjun) som angav var McAfee befann sig. Detta gjorde att den guatemalanska polisen arresterade honom för att vara illegal flykting och satte honom i fängelse. Efter att McAfee, enligt honom själv, fingerat två hjärtattacker, hann hans advokater få ned papper till Guatemala som gjorde att han blev frisläppt och skickad till USA, där han varken straffades eller blev utlämnad till Belize.

## Politisk karriär
Inför det amerikanska presidentvalet 2016 ställde McAfee upp som potentiell presidentkandidat för det libertarianska partiet (The Libertarian Party). Han förespråkade exempelvis teknologisk frihet och säkerhet. Han förlorade dock kampen om att bli partiets presidentkandidat.